# RASSF5
RASSF5 (англ. Ras association domain family member 5) – білок, який кодується однойменним геном, розташованим у людей на короткому плечі 1-ї хромосоми.  Довжина поліпептидного ланцюга білка становить 418 амінокислот, а молекулярна маса — 47 090.
| 10         |  | 20         |  | 30         |  | 40         |  | 50         |
| ---------- |  | ---------- |  | ---------- |  | ---------- |  | ---------- |
| MAMASPAIGQ |  | RPYPLLLDPE |  | PPRYLQSLSG |  | PELPPPPPDR |  | SSRLCVPAPL |
| STAPGAREGR |  | SARRAARGNL |  | EPPPRASRPA |  | RPLRPGLQQR |  | LRRRPGAPRP |
| RDVRSIFEQP |  | QDPRVPAERG |  | EGHCFAELVL |  | PGGPGWCDLC |  | GREVLRQALR |
| CTNCKFTCHP |  | ECRSLIQLDC |  | SQQEGLSRDR |  | PSPESTLTVT |  | FSQNVCKPVE |
| ETQRPPTLQE |  | IKQKIDSYNT |  | REKNCLGMKL |  | SEDGTYTGFI |  | KVHLKLRRPV |
| TVPAGIRPQS |  | IYDAIKEVNL |  | AATTDKRTSF |  | YLPLDAIKQL |  | HISSTTTVSE |
| VIQGLLKKFM |  | VVDNPQKFAL |  | FKRIHKDGQV |  | LFQKLSIADR |  | PLYLRLLAGP |
| DTEVLSFVLK |  | ENETGEVEWD |  | AFSIPELQNF |  | LTILEKEEQD |  | KIQQVQKKYD |
| KFRQKLEEAL |  | RESQGKPG   |  |            |  |            |  |            |

A: Аланін

C: Цистеїн

D: Аспарагінова кислота

E: Глутамінова кислота

F: Фенілаланін

G: Гліцин

H: Гістидин

I: Ізолейцин

K: Лізин

L: Лейцин

M: Метіонін

N: Аспарагін

P: Пролін

Q: Глутамін

R: Аргінін

S: Серин

T: Треонін

V: Валін

W: Триптофан

Кодований геном білок за функцією належить до фосфопротеїнів. 
Задіяний у таких біологічних процесах як апоптоз, ацетиляція, альтернативний сплайсинг. 
Білок має сайт для зв'язування з іонами металів, іоном цинку. 
Локалізований у цитоплазмі, цитоскелеті.